# Danny McFarlane
Pour les articles homonymes, voir McFarlane.
Danny McFarlane (né le 14 juin 1972) est un athlète jamaïcain.

## Palmarès
| Date | Compétition                                      | Lieu          | Résultat | Épreuve     | Temps         |
| ---- | ------------------------------------------------ | ------------- | -------- | ----------- | ------------- |
| 1993 | Universiade                                      | Buffalo       | 3e       | 400 m       | 46 s 60       |
| 1993 | Championnats du monde                            | Stuttgart     | 7e       | 4 x 400 m   | 3 min 04 s 44 |
| 1995 | Championnats du monde                            | Göteborg      | 2e       | 4 x 400 m   | 2 min 59 s 88 |
| 1997 | Championnats d'Amérique centrale et des Caraïbes | San Juan      | 1er      | 400 m       | 45 s 47       |
| 1997 | Championnats du monde                            | Athènes       | 2e       | 4 x 400 m   | 2 min 56 s 75 |
| 1999 | Championnats du monde en salle                   | Maebashi      | 4e       | 4 x 400 m   | 3 min 05 s 13 |
| 1999 | Jeux panaméricains                               | Winnipeg      | 1er      | 4 x 400 m   | 2 min 57 s 97 |
| 1999 | Championnats du monde                            | Séville       | 2e       | 4 x 400 m   | 2 min 59 s 34 |
| 2000 | Jeux olympiques                                  | Sydney        | 7e       | 400 m       | 45 s 55       |
| 2000 | Jeux olympiques                                  | Sydney        | 2e       | 4 x 400 m   | 2 min 58 s 78 |
| 2001 | Championnats du monde en salle                   | Lisbonne      | 3e       | 400 m       | 46 s 74       |
| 2001 | Championnats du monde en salle                   | Lisbonne      | 3e       | 4 x 400 m   | 3 min 05 s 45 |
| 2001 | Championnats d'Amérique centrale et des Caraïbes | Guatemala     | 1er      | 400 m       | 45 s 20       |
| 2001 | Championnats d'Amérique centrale et des Caraïbes | Guatemala     | 1er      | 4 x 400 m   | 3 min 00 s 83 |
| 2001 | Championnats du monde                            | Edmonton      | 2e       | 4 x 400 m   | 2 min 58 s 39 |
| 2001 | Goodwill Games                                   | Brisbane      | 2e       | 4 x 400 m   | 3 min 01 s 57 |
| 2003 | Championnats du monde en salle                   | Birmingham    | 1er      | 4 x 400 m   | 3 min 04 s 21 |
| 2003 | Championnats du monde                            | Paris         | 4e       | 400 m haies | 48 s 30       |
| 2003 | Championnats du monde                            | Paris         | 2e       | 4 x 400 m   | 2 min 59 s 60 |
| 2003 | Finale mondiale                                  | Monaco        | 3e       | 400 m haies | 48 s 66       |
| 2004 | Jeux olympiques                                  | Athènes       | 2e       | 400 m haies | 48 s 11       |
| 2004 | Finale mondiale                                  | Monaco        | 4e       | 400 m haies | 48 s 23       |
| 2006 | Finale mondiale                                  | Stuttgart     | 6e       | 400 m haies | 48 s 73       |
| 2007 | Championnats du monde                            | Osaka         | 5e       | 400 m haies | 48 s 59       |
| 2008 | Jeux olympiques                                  | Pékin         | 4e       | 400 m haies | 48 s 30       |
| 2008 | Finale mondiale                                  | Stuttgart     | 2e       | 400 m haies | 49 s 00       |
| 2009 | Championnats du monde                            | Berlin        | 6e       | 400 m haies | 48 s 65       |
| 2009 | Finale mondiale                                  | Thessalonique | 6e       | 400 m haies | 50 s 28       |